# Santa Catarina (concelho de Cabo Verde)
| Santa Catarina Concelho de Santa Catarina |                          |
| \| \| \| \| (Bandeira) \| (Brasão) \|     |                          |
| Localização de Santa Catarina             |                          |
| Gentílico                                 |                          |
| Ilha                                      | Santiago                 |
| Sede                                      | Cidade de Assomada       |
| Freguesias                                | Santa Catarina           |
| Área                                      | 243 km²                  |
| População                                 | 43297 (2010)             |
| Dia do Município                          | 25 de Novembro           |
| Cód. CGN-CV                               | 72 ?                     |
| Cód. ISO                                  | CV-CA ?                  |
| Website                                   | http://www.cmscst.cv/    |
| Bandeira de Santa Catarina                | Brasão de Santa Catarina |
| (Bandeira)                                | (Brasão)                 |

Santa Catarina é um concelho/município da ilha de Santiago, no Sotavento de Cabo Verde, com uma superfície de 243 km² e 43297 habitantes. A sede de concelho é a cidade de Assomada.
Concelho com paisagens de rara beleza natural e com localidades de particular interesse, em claro contraste com a cidade de Assomada, em acentuado crescimento urbano. O Centro Cultural da Assomada alberga o conhecido Museu Norberto Tavares.
O Dia do Município é 25 de novembro, data que coincide com a celebração de Santa Catarina.
Desde 2008, o município da Santa Catarina é governado pelo Movimento para a Democracia.

## Freguesias
O concelho de Santa Catarina é constituído pela freguesia de Santa Catarina.

## Economia
Santa Catarina é um concelho de características rurais — 86% da população vive em áreas rurais — que tem como principais actividades económicas a agricultura de sequeiro, a criação de gado, a avicultura, a pesca e o comércio retalhista. O concelho é conhecido como o Celeiro de Cabo Verde e o mercado da Assomada é o mais importante do país, para onde confluem pessoas de toda a ilha de Santiago. A construção civil, a hotelaria e a restauração são novos sectores em crescimento.

## História
No fim do séc. XIX, o Concelho de Santa Catarina ocupava a metade Norte da ilha, enquanto que a metade Sul era o Concelho da Praia. No passado foi conhecido como o “celeiro
de Santiago”, acolhendo às quartas e sábados, durante quase um século, feiras de trocas de produtos proveniente de toda a ilha

Após uma revisão no início do séc. XX, o Concelho de Santa Catarina passou a ocupar o terço central da ilha, passando duas freguesias a norte da ilha a constituir o Concelho do Tarrafal. Em 1971, outra revisão separou as freguesias de Santiago Maior e São Lourenço dos Órgãos, passando essas duas freguesias a perfazer o Concelho de Santa Cruz. Em 2005, uma freguesia a sul foi separada para constituir o Concelho de São Salvador do Mundo.

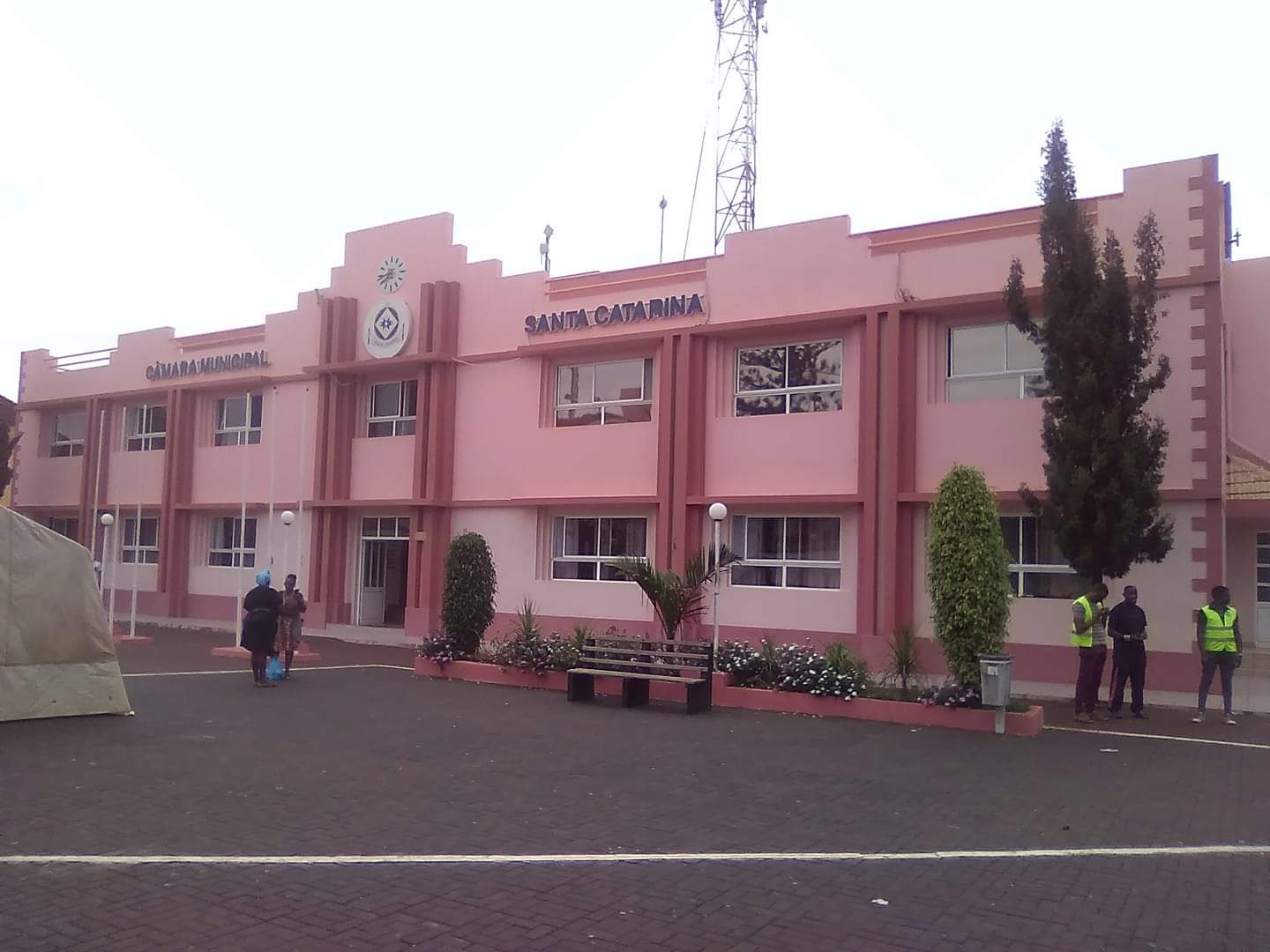
Camara Municipal de Santa Catarina

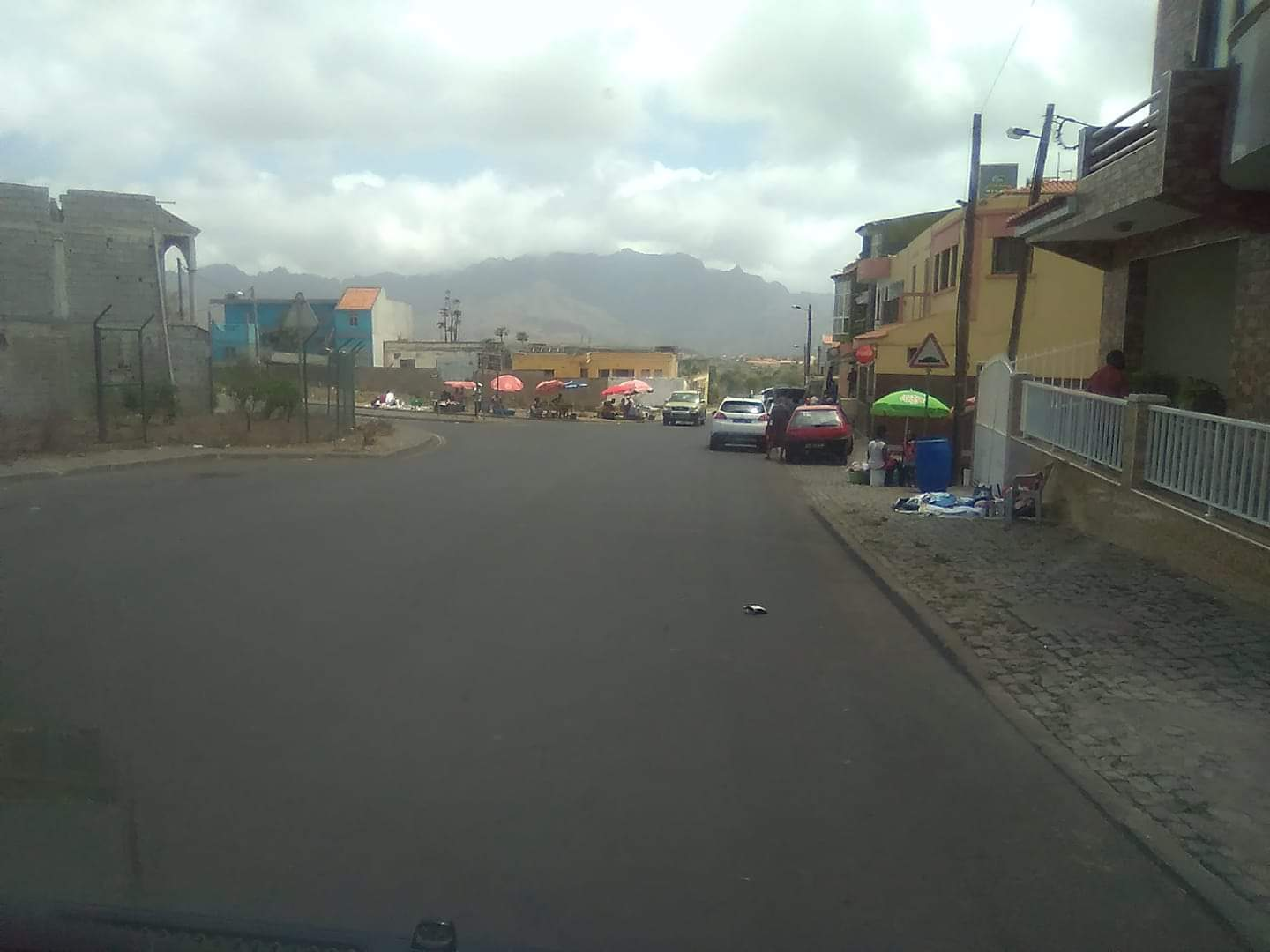
Cabeça Carreira

## Demografia
| População de Santa Catarina (concelho de Cabo Verde) (1940–2010) | População de Santa Catarina (concelho de Cabo Verde) (1940–2010) | População de Santa Catarina (concelho de Cabo Verde) (1940–2010) | População de Santa Catarina (concelho de Cabo Verde) (1940–2010) | População de Santa Catarina (concelho de Cabo Verde) (1940–2010) | População de Santa Catarina (concelho de Cabo Verde) (1940–2010) | População de Santa Catarina (concelho de Cabo Verde) (1940–2010) | População de Santa Catarina (concelho de Cabo Verde) (1940–2010) |
| ---------------------------------------------------------------- | ---------------------------------------------------------------- | ---------------------------------------------------------------- | ---------------------------------------------------------------- | ---------------------------------------------------------------- | ---------------------------------------------------------------- | ---------------------------------------------------------------- | ---------------------------------------------------------------- |
| 1940                                                             | 1950                                                             | 1960                                                             | 1970                                                             | 1980                                                             | 1990                                                             | 2000                                                             | 2010                                                             |
| 26848                                                            | 19428                                                            | 30207                                                            | 41462                                                            | 41012                                                            | 41584                                                            | 50024                                                            | 43297                                                            |

|                         | Norte: Tarrafal                 | Noroeste: São Miguel           |
| Oeste: Oceano Atlântico | Santa Catarina                  | Leste: Santa Cruz              |
|                         | Sul: Ribeira Grande de Santiago | Suleste: São Salvador do Mundo |

## Pessoas notáveis
- David Hopffer Cordeiro Almada, ex-Ministro da Defesa, ex-Deputado da Nação, Advogado.
- José Luís Hopffer Cordeiro Almada, advogado, poeta, ecritor, crítico literário, político, activista comunitário, socialista.
- Carlos 'Káká' Barbosa ex-Deputado da Nação, músico, poeta,

- Dr. Azágua, Ministro das Almas Crucificadas e das Necrópoles
- Vergolino Santos Vieira, Comerciante
- António Mascarenhas Monteiro, político cabo-verdiano
- Ivone Ramos, escritora cabo-verdiana
- José Maria Neves, Primeiro Ministro e Presidente de Cabo Verde
- Anilton Varela, Munícipe Atento de Fonte Lima